# ۲-یدوملاتونین
۲-یدوملاتونین یک آنالوگ ملاتونین است که به عنوان یک لیگاند نشاندارشدهٔ رادیواکتیو برای گیرنده‌های ملاتونین MT1، MT2 و MT3 استفاده می‌شود. این ترکیب به‌عنوان یک آگونیست کامل در هر دو گیرندهٔ MT1 و MT2 عمل می‌کند.